# Асмера
Асме́ра чи Асма́ра (тигринья ኣስመራ, трансліт. ʾAsmära) — місто, столиця Еритреї, розташована за 64 км на південний-захід від Массави на узбережжі Червоного моря;

## Населення
359 000 (2003)
117 000 (1950);
275 385 (1884).

## Історія
У 1974 року ро́зрухи в місті призвели до кінця існування Ефіопської імперії.

## Господарство
Адміністративний і торговельно-транспортний центр Еритреї.
Вузол шосейних шляхів.
Залізничне сполучення з портом Массауа на Червоному морі.
Харчова промисловість; вироби, скла, цементу, цегли. Добування поташу, кухонної солі.
Розвинене виробництво пива, текстилю й одягу.

## Культура
У місті збудована будівля автозаправки з автосервісом, виконана у футуристичному архітектурному стилі, Фіат Тальєро.

## Спорт
Найтитулованішим футбольним клубом Еритреї є асмерський «Ред Сі».

## Клімат
| Клімат (1961–1990)                                  | Клімат (1961–1990) | Клімат (1961–1990) | Клімат (1961–1990) | Клімат (1961–1990) | Клімат (1961–1990) | Клімат (1961–1990) | Клімат (1961–1990) | Клімат (1961–1990) | Клімат (1961–1990) | Клімат (1961–1990) | Клімат (1961–1990) | Клімат (1961–1990) | Клімат (1961–1990) |
| Показник                                            | Січ.               | Лют.               | Бер.               | Квіт.              | Трав.              | Черв.              | Лип.               | Серп.              | Вер.               | Жовт.              | Лист.              | Груд.              | Рік                |
| Середній максимум, °C                               | 22,3               | 23,8               | 25,1               | 25,1               | 25,0               | 24,9               | 21,6               | 21,5               | 22,9               | 21,7               | 21,5               | 21,5               | 23,1               |
| Середня температура, °C                             | 13,8               | 14,9               | 16,3               | 17,0               | 17,6               | 17,6               | 16,3               | 16,1               | 15,7               | 14,9               | 14,0               | 13,2               | 15,6               |
| Середній мінімум, °C                                | 4,3                | 5,1                | 7,5                | 8,7                | 10,2               | 10,5               | 10,8               | 10,7               | 8,6                | 8,1                | 6,6                | 4,8                | 8,0                |
| Середня кількість сонячних годин на місяць          | 291,4              | 260,4              | 275,9              | 264,0              | 257,3              | 219,0              | 151,9              | 158,1              | 213,0              | 272,8              | 276,0              | 282,1              | 2921,9             |
| Днів з дощем                                        | 0                  | 0                  | 2                  | 4                  | 5                  | 4                  | 13                 | 12                 | 2                  | 2                  | 2                  | 1                  |                    |
| Вологість повітря, %                                | 54                 | 48                 | 46                 | 49                 | 48                 | 48                 | 76                 | 80                 | 59                 | 63                 | 66                 | 61                 | 58.2               |
| --------------------------------------------------- | ------------------ | ------------------ | ------------------ | ------------------ | ------------------ | ------------------ | ------------------ | ------------------ | ------------------ | ------------------ | ------------------ | ------------------ | ------------------ |
| Джерело: NOAA, Meteo Climat (record highs and lows) |                    |                    |                    |                    |                    |                    |                    |                    |                    |                    |                    |                    |                    |